# 高橋真理恵
高橋 真理恵（たかはし まりえ、1987年2月19日 - ）は、関西テレビ放送のアナウンサー。

## 来歴・人物
基礎情報も参照。立教大学文学部文学科ドイツ文学専修卒業。
- 小学生時代は常に学級委員で、成績はオール5だった。当時の将来の夢はモデルだった。
- 清教学園高校在学中の2002年、「ミスセブンティーン2002」オーディションで、最終候補者17名の一人に選出された（グランプリは安座間美優）。
- 大学時代はストリートダンスサークルに所属。また、在学中にドイツへ留学した経験をもつ。
- アナウンサーとしてのテレビ初出演は、2009年6月20日放送の『たかじん胸いっぱい』[注 1]。しかし4月20日放送の『アップ&UP!』でも、新人研修でスタジオ見学を行っていた新入社員の中にいた高橋が、2009年度入社の新人アナウンサーとして紹介されている。2009年7月26日には『FNSの日26時間テレビ 2009 超笑顔パレード 爆笑!お台場合宿!!』の中で行われた「FNS各局対抗!三輪車12時間耐久レース」で関西テレビ代表のチーム「紫（パープル）ハチエモン」の一員として参加し、8位(Lucky 8賞)で完走を果たした。
- 身長173cmと長身である。同じく長身で地上デジタル放送推進大使「TEAM2011」のメンバーである村西利恵が『FNNスーパーニュースアンカー』担当の都合で対応できない時の代替要員に指名され、折々の重要なイベントに登場することが多くなっている。
- 2010年6月4日、阪神タイガースがアナログテレビ放送終了啓発に協力することになったお披露目会見では、当日が金曜日で上記の通り村西がニュース担当により社を出られなかったため、代わりに参加し、タイガースバージョンの「TEAM2011」ユニフォームに袖を通した。
- 2011年には、関西テレビ・読売テレビの共同出資で制作された映画『阪急電車 片道15分の奇跡』にワンシーンだけ出演。出演シーンでは、読売テレビのアナウンサー・大田良平と共演している。
- 2年前に友人との食事会で知り合い、1年間交際していた整形外科医と2014年9月9日に入籍[1][2][3]。
- 2021年3月1日、『よ〜いドン!』の番組内で第1子妊娠を報告[4]。同月12日の放送を最後に2013年10月から担当してきた同番組を卒業する[4]。
- 元テレビ愛媛アナウンサーの小池達子は叔母にあたる（父の妹）。

## 現在の出演番組
産前産後休業のため、なし。

## 過去の出演番組
- 冒険ガイド（『冒険チュートリアル』のプレ番組、2009年8月 - 2010年5月）
- カキューン!! 恋愛ベストアンサー（2010年5月11日・5月18日、アシスタント）
- 誰も知らないJ学園（2010年4月28日 - 2010年7月8日。本編には出演せず、副音声での場面解説のみ）
- あっぷ&UP!（2010年6月29日）
- ランキンくえすと（2010年4月 - 9月）
- カンテ〜レ・踏み出せ! マリエの一歩（2009年10月 - 2010年10月4日）
- 関西発!メジャー音楽学園（2011年7月13日 - 9月28日）
- 呪報2405 ワタシが死ぬ理由 最終話（2012年9月27日） - 木村由加里 役
- どっキング48（2010年10月 - 2013年3月）
- まりえのMOVIE! GO!（2013年4月 - 2015年3月）
- ハピくるっ!（2012年4月 - 2015年3月27日、木曜・金曜進行）
- お笑いワイドショー マルコポロリ!（2010年9月5日 - 2016年3月27日、アシスタント）
- FNN NEWS Pick Up（関西のニュース）
- FNNニュースJAPAN（関西のニュース）
- ごきげんライフスタイル よ〜いドン!（2013年10月 - 2021年3月、メインMC）
- ウラマヨ!（2010年4月 ‐ 2021年3月、アシスタント）
- にじいろジーン（ナレーション）
- 報道ランナー（ナレーション）
- ロザンのクイズの神様（アシスタント）